# 47-я пехотная дивизия (вермахт)
47-я пехотная дивизия (нем. 47. Infanterie-Division) — тактическое соединение сухопутных войск нацистской Германии периода Второй мировой войны. 17 сентября 1944 года после разгрома под Монсом остатки дивизии переформированы в 47-ю народную пехотную дивизию (народно-гренадерскую) (47. Volksgrenadier-Division).

## История
47-я пехотная дивизия была сформирована 1 февраля 1944 года недалеко от Кале в оккупированной немцами Франции из  156-й резервной дивизии. Процесс реорганизации 156-й резервной дивизии начался 23 ноября 1943 года. Впоследствии 47-я пехотная дивизия исполняла функции береговой обороны от возможного морского вторжения западных союзников.
Когда это вторжение стало реальностью в форме операции «Оверлорд», 47-я пехотная дивизия под командованием генерал-лейтенанта Отто Эльфельдта была передана 5-й танковой армии. Немецкие части не смогли удержать свои позиции и были вытеснены в сторону Монса в Бельгии. В сентябре 1944 года в районе Монса дивизия была окружена и уничтожена союзными войсками.
17 сентября 1944 года после разгрома под Монсом остатки дивизии переформированы в 47-ю народную пехотную дивизию (народно-гренадерскую) (47. Volksgrenadier-Division).

## Местонахождение
- с февраля по сентябрь 1944 (Франция)
- сентябрь 1944 (Бельгия)

## Подчинение
- 82-й армейский корпус 15-й армии группы армий «D» (1 февраля - 6 июня 1944)
- 58-й танковый корпус 5-й танковой армии группы армий «Б» (6 июня - 4 сентября 1944)

## Командиры
- генерал-лейтенант Отто Эльфельдт (1 февраля - 30 июля 1944)
- генерал-майор Ганс Юнк (30 июля - 3 августа 1944)
- генерал-майор Карл Вале (3 августа - 4 сентября 1944)

## Состав
- 103-й пехотный полк (Grenadier-Regiment 103)
- 104-й пехотный полк (Grenadier-Regiment 104)
- 115-й пехотный полк (Grenadier-Regiment 115)
- 147-й артиллерийский полк (Artillerie-Regiment 147)
- 147-й сапёрный батальон (Pionier-Bataillon 147)
- 147-я противотанковая батарея (Panzerjäger-Kompanie 147)
- 147-й фузилёрный батальон (Füsilier-Bataillon 147)
- 147-й батальон связи (Nachrichten-Abteilung 147)
- 147-й отряд материального обеспечения (Nachschubtruppen 147)
- 147-й полевой запасной батальон (Feldersatz-Bataillon 147)